# ريجي هاميلتون (كرة سلة)
ريجي هاميلتون (بالإنجليزية: Reggie Hamilton)‏ مواليد 23 مايو 1989 في هارفي، هو لاعب كرة سلة أمريكي. بدأ مسيرته الاحترافية في سنة 2012. يلعب في الدوري الإيطالي لكرة السلة الدرجة الثانية كلاعب هجوم خلفي. يبلغ طوله 6 قدم 0 بوصة (1.8 م). لعب مع فيكتوريا يبرتاس بيزارو في ليغا باسكيت الدرجة الأولى.

## روابط خارجية
- ريجي هاميلتون على موقع كرة السلة الأوروبية.كوم (الإنجليزية)
- ريجي هاميلتون على موقع كلية كرة السلة في سبورتس رفرنس.كوم (الإنجليزية)
- ريجي هاميلتون على موقع ريلجم (الإنجليزية)
- ريجي هاميلتون على موقع بروبوليرز (الإنجليزية)
- ريجي هاميلتون على موقع سبورتس رفرنس (الإنجليزية)
- ريجي هاميلتون على موقع سبورتس رفرنس (الإنجليزية)